# Arch Rock

Carte topographique de l'île Mackinac.

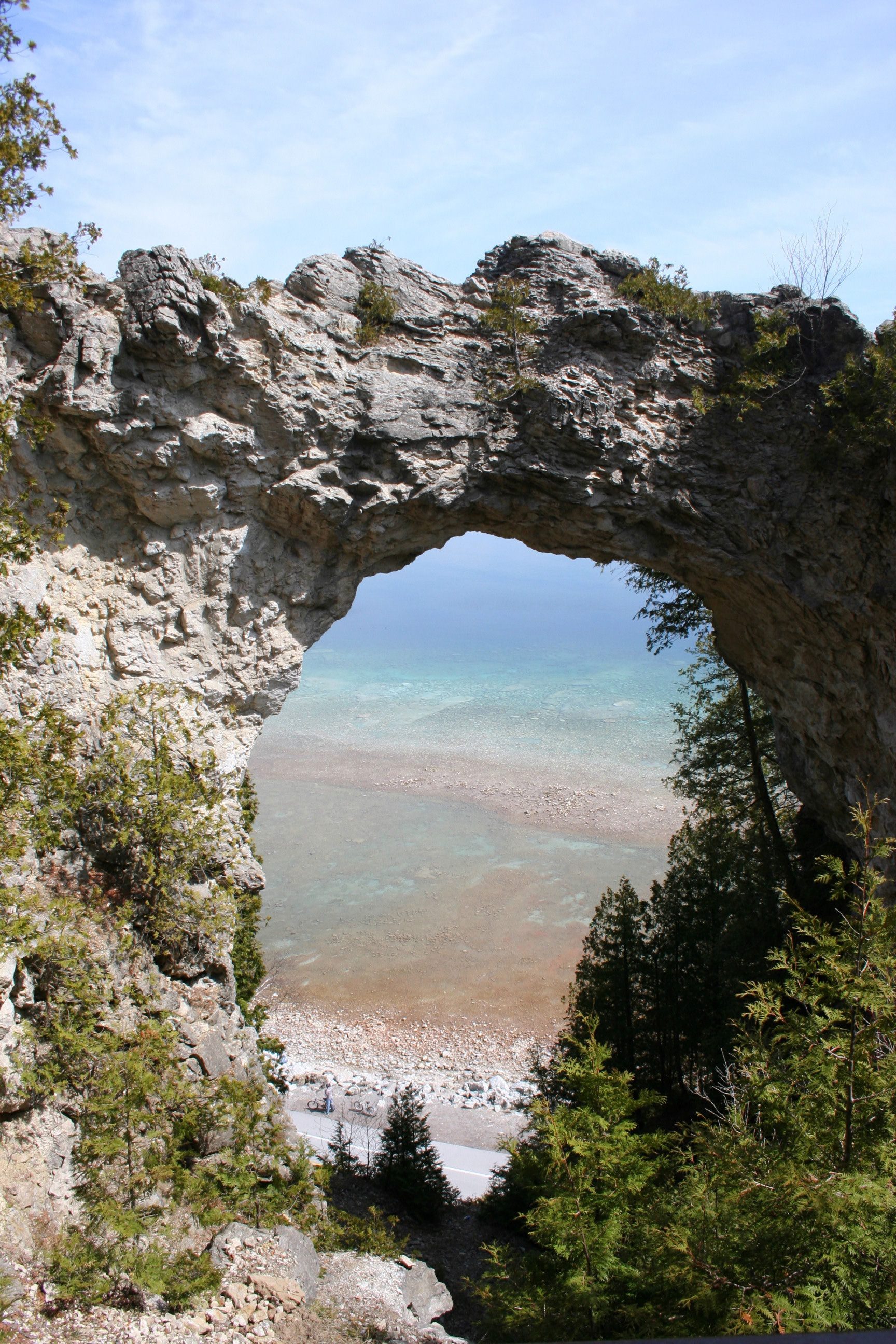
Arch Rock avec vue sur le lac Huron.

Arch Rock est une arche naturelle, de 3,6 m de haut sur 9 m de large, présente sur l'île Mackinac dans l'État du Michigan aux États-Unis.
L'arche s'est creusée dans la roche calcaire durant la « période post-glaciaire Nipissing » il y a plusieurs milliers d'années. À cette époque, le lac Huron disposait d'un niveau d'eau plus élevé et la roche de l'arche était érodée au niveau de la berge de l'île alors qu'aujourd'hui elle est située à l'intérieur de l'île.

## Histoire humaine
Les Amérindiens de la région avaient beaucoup de légendes concernant cette arche car ce type de forme est assez rare dans la région des Grands Lacs.  
Les Européens arrivés dans la région voyaient plus cet endroit comme une curiosité naturelle et en 1875, l'arche fut un élément important pour qu'une grande partie de l'île soit classée en tant que parc national des États-Unis (Mackinac National Park). En 1895, le parc perdra son titre de parc national au profit du titre de parc d'État (Mackinac Island State Park). De nombreux touristes visitant l'île viennent admirer l'arche.